# Suckapunch
Suckapunch è il settimo album in studio del gruppo musicale britannico You Me at Six, pubblicato nel 2021.

## Tracce
1. Nice to Me – 4:27
2. Makemefeelalive – 2:08
3. Beautiful Way – 3:45
4. WYDRN – 3:29
5. Suckapunch – 4:59
6. Kill the Mood – 3:08
7. Glasgow – 5:39
8. Adrenaline – 3:30
9. Voicenotes – 4:01
10. Finish What I Started – 4:28
11. What's It Like – 3:27

Tracce bonus (edizione deluxe)
1. What's It Like (Gunnersville Festival 2019) – 4:47

## Formazione
You Me at Six
- Josh Franceschi – voce
- Max Helyer – chitarra ritmica
- Chris Miller – chitarra solista
- Matt Barnes – basso
- Dan Flint – batteria

Produzione
- Dan Austin – produzione
- Henry Watkins – ingegneria del suono
- Giles Smith – foto di copertina
- Mark James – design